# Emil Mangelsdorff
Emil Mangelsdorff (Frankfurt am Main, 11 de abril de 1925 - 20 de janeiro de 2022) foi um músico de jazz alemão que toca saxofone, saxofone alto, clarinete e flauta. Seu irmão mais novo foi o trombonista de jazz, Albert Mangelsdorff (1928–2005).